# Писарев, Павел
Павел Николаев Писарев (19 октября 1934, София — 17 апреля 2022, София) — болгарский журналист (публицист, иностранный корреспондент) и политик (кандидат в члены ЦК Болгарской коммунистической партии).

## Биография
Он родился в Софии в семье лейтенанта Николая Писарева и немки Эрны Клаус 19 октября 1934 года. Имеет ученую степень по социологии (доктор социологических наук), старший научный сотрудник.
Член БКП с 1953 года. В период с 4 апреля 1981 года по 5 апреля 1986 года был кандидатом в члены ЦК БКП.
Работал журналистом в газете «Работническо дело». Позже он был корреспондентом газеты в Париже. С 1970 по 1971 год он был директором Болгарского национального телевидения. С 1971 по 1976 год он был генеральным директором «Болгарской кинематографии».
В период с 1971 по 1983 год он был последовательно заместителем и первым заместителем министра культуры. В 1990 году он снова был директором БНТ.
17 июня 2019 года раскрыт комитетом по досье как тайный сотрудник «Госбезопасности» под псевдонимом Пьер (болг. Пиер) и как штатный сотрудник Первого Главного управления Госбезопасности.
Он автор многих статей и книг. Умер 17 апреля 2022 года.